# Tillandsia usneoides
Tillandsia usneoides, comummente designada barbas-de-velho ou barba-de-pau, é uma planta angiospérmica que cresce sobre grandes árvores, sobretudo o Quercus virginiana ou o Taxodium distichum no sueste dos Estados Unidos, desde o Texas e o norte da Florida até à Virgínia e ao sul do Arkansas.
É também nativa de grande parte do México, Bermudas, Bahamas, América Central e do Sul e Caraíbas, tendo ainda sido introduzida em Queensland (Austrália) e na Polinésia Francesa.

## Relevo no folclore e na cultura americana
Devido à sua tendência a crescer em zonas húmidas do sul dos EUA, a planta é frequentemente associada à ambiência e ao visual do gótico sulista.[carece de fontes?]